# Hirsuties papillaris penis

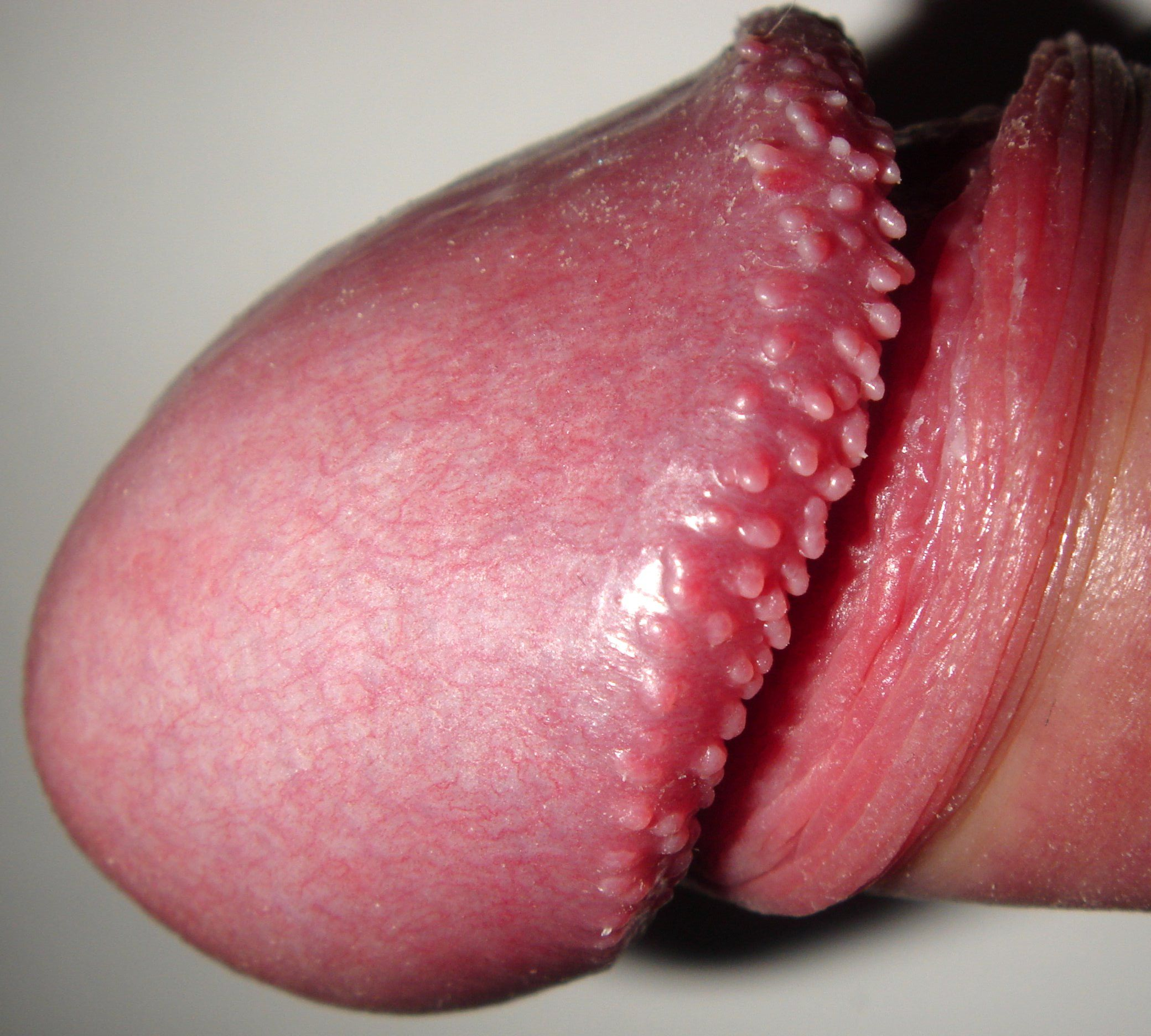
Eichel des Penis mit Hornzipfelchen

Hirsuties papillaris penis, exakter Hirsuties papillaris coronae glandis (von lat. hirsutus „rau“, papilla „Warze“, corona glandis „Eichelkrone“), sind eine Reihe weißlicher, hautfarbener oder rötlicher warzenartiger Bildungen, die am Eichelrand bis hin zum Vorhautbändchen des Penis des Menschen vorkommen. Auf Deutsch werden sie gelegentlich auch als „Hornzipfel“ oder „Hornzipfelchen“ bezeichnet. Weitere Synonyme sind Papillae coronae glandis, Papillomata coronae glandis oder Penispapillome. Es handelt sich dabei nicht, wie vielfach geglaubt wird, um Warzen, eine Fehlbildung, eine sexuell übertragbare Erkrankung, ein Symptom einer anderen Krankheit oder einen Zustand, der durch mangelnde Hygiene bedingt wäre, sondern vielmehr um einen harmlosen Atavismus ohne Krankheitswert. Sie sind daher auch nicht ansteckend.
Die Hirsuties papillaris penis entstehen in der Pubertät und können bei bis zu 40 % der Männer auftreten. In Deutschland sind diese Hornzipfel mehr oder weniger ausgeprägt und bei etwa 10 bis 20 Prozent der Männer zu finden. Ähnliche Veränderungen können sehr selten als Hirsuties papillaris vulvae im Bereich der weiblichen Vulva vorkommen.

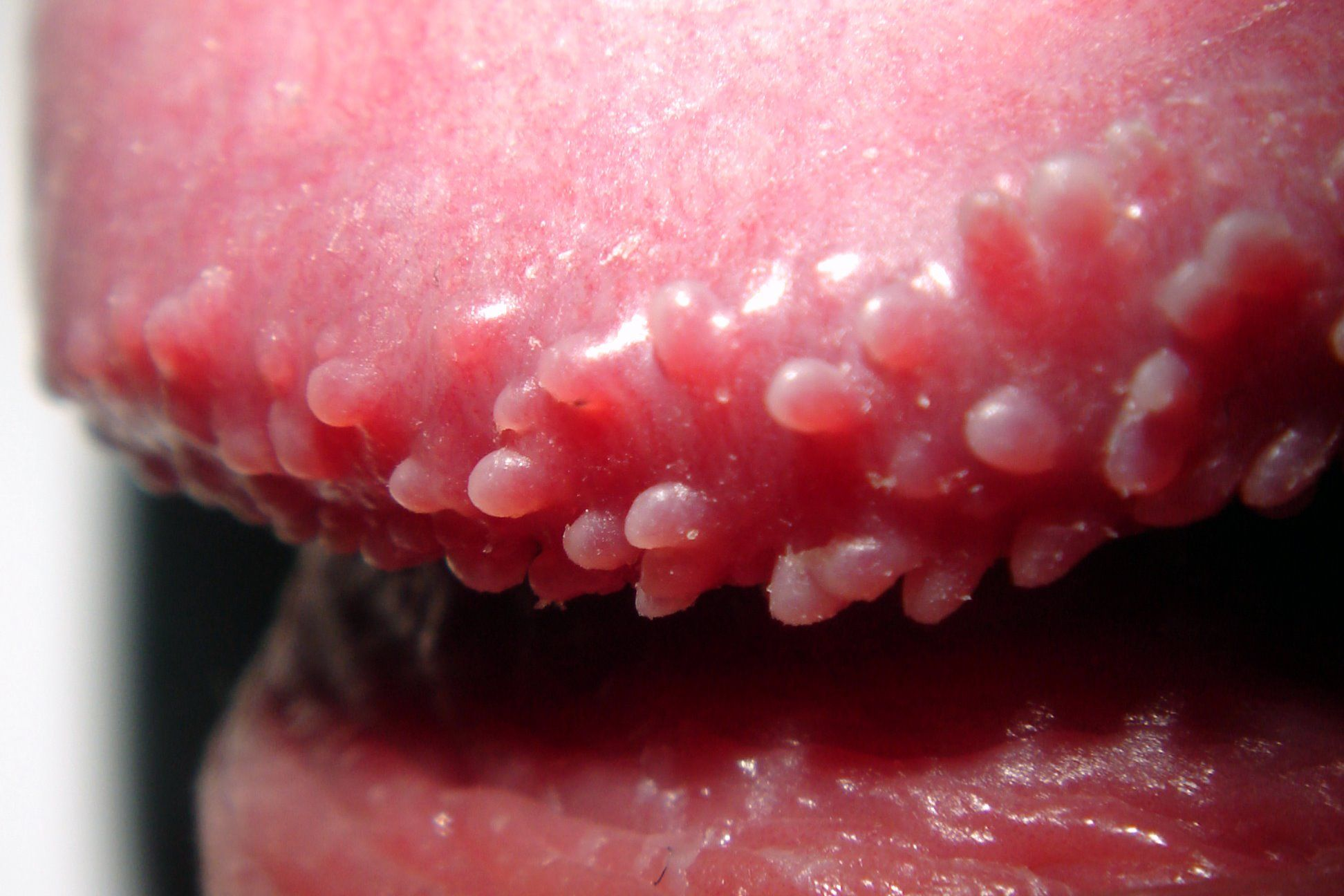
Eichelrand mit Hornzipfelchen
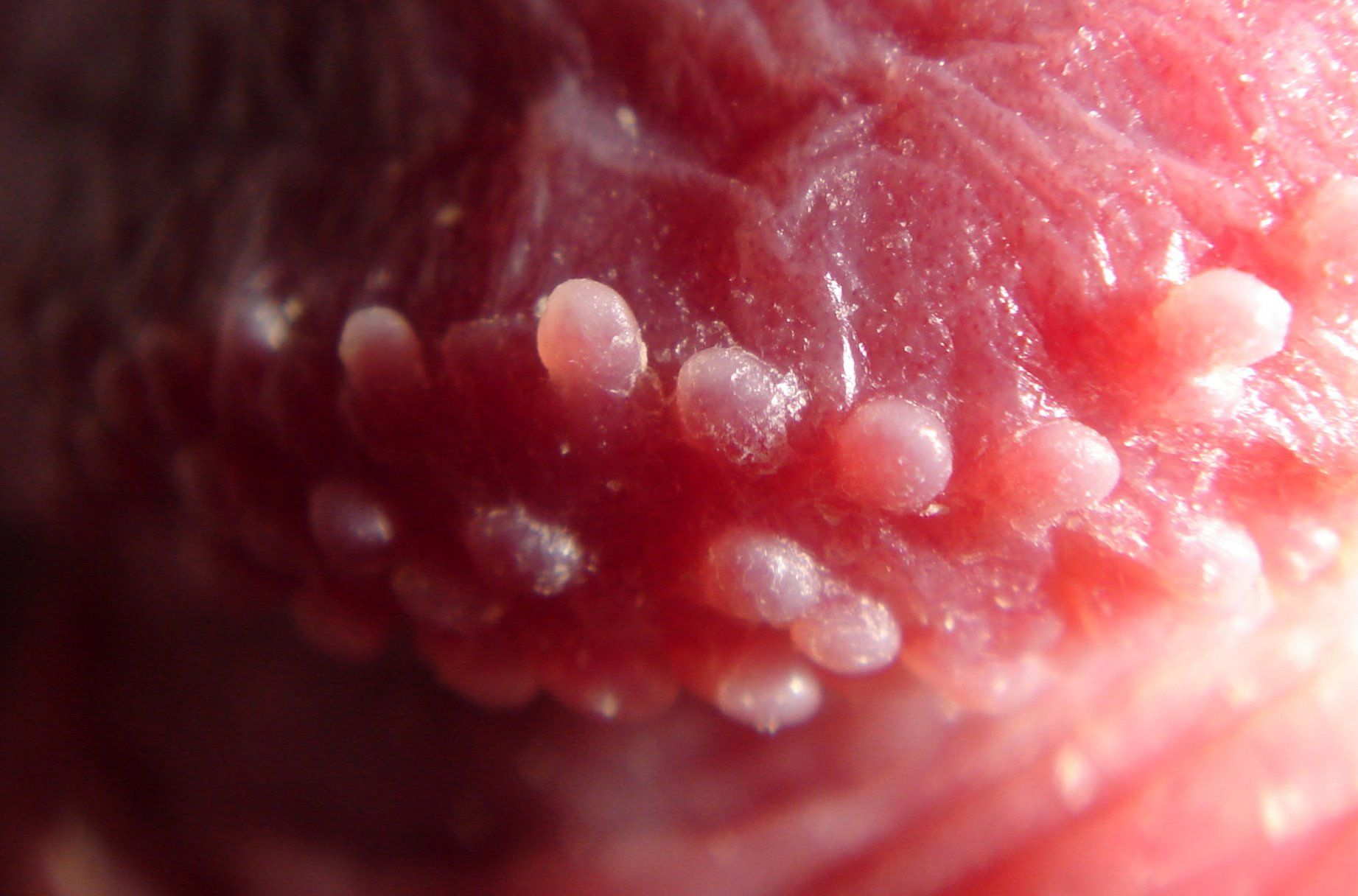
Detailaufnahme von Hornzipfelchen

## Differentialdiagnose
Aufgrund des typischen Erscheinungsbildes ist eine Verwechslung mit den harmlosen Fordyce-Drüsen (als heterotopen freien Talgdrüsen, Talgzysten) oder den ansteckenden Feigwarzen wohl kaum möglich. Im Zweifelsfall sollte ein Hautarzt zu Rate gezogen werden. Eine mögliche Verwechslungsgefahr könnte mit Mollusca contagiosa (meist vereinzelt am Penisschaft auftretenden Veränderungen mit einer zentralen Delle) und den Veränderungen beim Lichen ruber, bowenoiden Papeln und Condylomata lata (Syphilis) bestehen.

## Entfernung
Eine medizinische Notwendigkeit für die Entfernung ist nicht gegeben, dementsprechend werden auch die Kosten einer solchen von den Krankenkassen nicht übernommen. Meist kann der Patient mit dem Verweis auf die Harmlosigkeit und weite Verbreitung dieser Veränderung beruhigt werden.
Die Hornzipfel könnten allenfalls aus kosmetischen Gründen per Laserbehandlung oder Kryotherapie unter Lokalanästhesie durch einen Hautarzt oder plastischen Chirurgen entfernt werden, wobei die vorangehende Aufklärung den Hinweis auf die mögliche ungewollte und dann wirklich störende Narbenbildung beinhalten muss. Insgesamt dürfte sie bei korrekter Aufklärung des Ratsuchenden wohl nur äußerst selten durchgeführt werden.